# Junta de Longitud

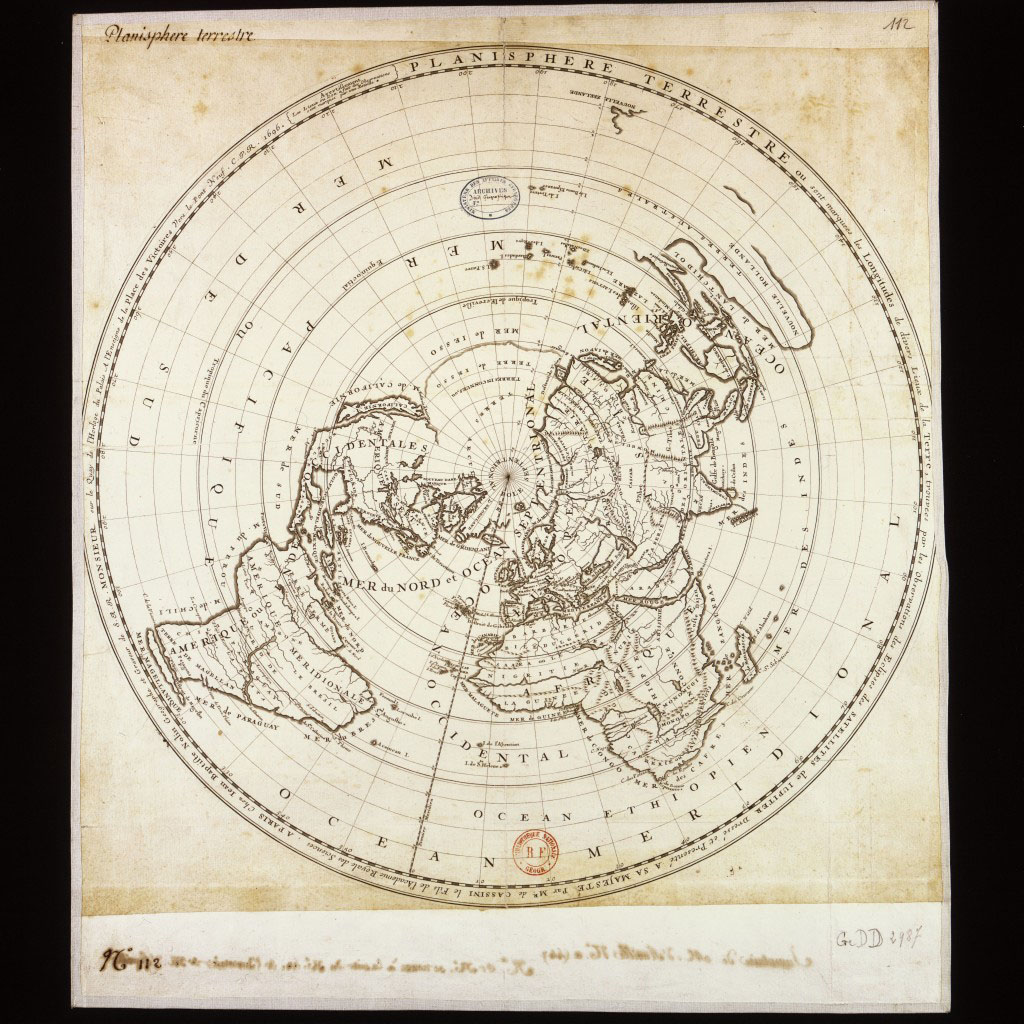
Mapamundi indicando las longitudes, obra de Jacques Cassini (1677-1756). Realizado a partir de datos astronómicos, este tipo de planos en 1714 eran unos de los más precisos de su tiempo.

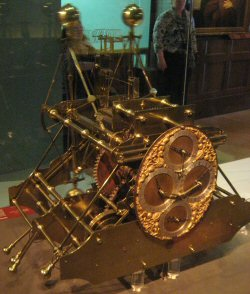
Cronómetro marino de John Harrison Modelo H1

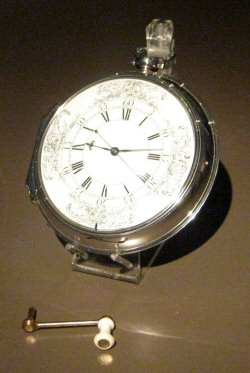
Cronómetro marino de John Harrison Modelo H4, con la manivela para darle cuerda.

La  Junta de Longitud  (en inglés Board of Longitude) fue convocada en 1714 por el Parlamento Británico. La tarea de la comisión de expertos formada fue la concesión de contratos de investigación y el control de las tasas de los préstamos para la solución del problema de determinación de la longitud. Fue disuelta en 1828 sin haber entregado el premio ofrecido, a pesar de considerarse que el problema ya había sido resuelto.

## Orígenes
Para obtener una solución viable al problema de la determinación de la longitud se ofrecieron 20.000 libras; ese dinero del premio iría siempre en función de la exactitud del método aportado.
Los premios principales eran:
- 10.000 libras por un método que pudiera determinar la longitud con un error menor de 60 millas náuticas (111 km) => 1 º
- 15.000 libras por un método que pudiera determinar la longitud con un error menor de 40 millas náuticas (74 km) => 2/3 °
- 20.000 libras por un método que pudiera determinar la longitud con un error menor de 30 millas náuticas (56 km) => 0,5 º

Además, la Junta tenía la facultad de dictar laudos a las personas que estaban haciendo una contribución significativa para lograr el objetivo o de dar apoyo financiero a los que estaban trabajando hacia una solución. Asimismo, la Junta podría hacer adelantos de hasta 2.000 libras para el trabajo experimental que considerara prometedor.
Con este objetivo, la Junta otorgó numerosos premios menores. Entre ellos se pueden destacar las 5.000 libras concedidas a John Harrison antes de recibir su premio principal; el premio de 3.000 £ a la viuda de Tobias Mayer, cuyas tablas fueron la base de los datos lunares en las primeras décadas del Almanaque Náutico; el de 300 £ a Leonhard Euler por su contribución a los trabajos de Mayer; o las 50 £ a Richard Dunthorne y 50 £ a Lyon Israel por los métodos que contribuyeron a acortar los cálculos relacionados con las distancias lunares, aparte de las subvenciones concedidas a los diseñadores de mejoras en los cronómetros.

## Final del mandato de la Junta
Con los importantes problemas de la precisión cronográfica considerados como resueltos, el Consejo de la Longitud fue abolido por ley del Parlamento en 1828 y sustituido por un Comité Residente Asesor Científico del Almirantazgo que constaba de tres asesores científicos: Thomas Young, Michael Faraday y Edward Sabine.
Durante muchas décadas un cronómetro suficientemente exacto había sido prohibitivamente caro, por lo que el método astronómico de la distancia lunar fue utilizado por los navegantes, tanto en combinación del cronómetro marino, como en su lugar. Sin embargo, con la expectativa de que los relojes de precisión se convertirían en algo común, John Harrison demostró que su método era el camino del futuro. Sin embargo, para descrédito de la Junta, esta nunca galardonó con el premio a Harrison, ni a ninguna otra persona.
Debe señalarse que desde el segundo viaje del capitán James Cook a los Mares del Sur en 1772, hasta al menos sesenta años después, durante el célebre segundo viaje del HMS Beagle con Charles Darwin a bordo, y que duró desde 1831 hasta 1836 (ya con la Junta abolida), la marina inglesa continuó realizando pruebas y ensayos con distintos modelos de cronómetros marinos.